# 紀千世
紀 千世（き の ちよ）は、奈良時代から平安時代初期にかけての貴族。官位は従五位下・弾正弼。

## 経歴
天応元年（781年）桓武天皇の即位後まもなく従五位下に叙爵。同年兵部少輔に任ぜられると、延暦2年（783年）中衛少将と桓武朝初頭は武官を歴任する。延暦4年（785年）民部少輔、次いで豊後守に任ぜられ地方官に転じる。
延暦16年（797年）刑部少輔、延暦18年（799年）弾正弼と桓武朝末にかけて再び京官を歴任している。

## 官歴
『六国史』による。
- 時期不詳：正六位上
- 天応元年（781年） 4月15日：従五位下。10月4日：兵部少輔
- 延暦2年（783年） 2月25日：中衛少将
- 延暦4年（785年） 正月15日：民部少輔。7月6日：豊後守
- 延暦16年（797年） 3月27日：刑部少輔
- 延暦18年（799年） 4月11日：弾正弼